# Plataforma Cívica per l'Autogovern de les Balears
La Plataforma Cívica per l'autogovern de les Balears va ser una instància organitzativa de la societat civil creada el mes d'octubre de 1991, per impuls de l'Obra Cultural Balear, amb la finalitat de promoure que les Balears aconseguissin un major nivell d'autogovern polític i econòmic.
La Plataforma pretenia que les Illes Balears consolidassin un grau d'autonomia similar al de les anomenades comunitats històriques, aconseguint un control dels propis recursos econòmics i obtenint el traspàs de les competències que l'estat negava. L'ampli nivell de descentralització defensat per la Plataforma Cívica implicava defensar formes d'estat federals o confederals.
Però en aquells moments el PP i el PSOE estaven ja en plena regressió autonòmica, intentant que les autonomies de la via lenta no arribassin al nivell assolit per les que havien seguit la via de l'article 151. Els dos partits, PP i PSOE, ja havien iniciat els contactes que dugueren als Acords Autonòmics de 1992. Tot i això, el fet que a Madrid hi hagués un govern del PSOE i a les Balears un govern del PP-UM va facilitar, inicialment, les activitats de la Plataforma. Tant les patronals com els sindicats, com multitud d'altres associacions, li donaren suport i el novembre de 1991 organitzà un acte de presentació al Teatre Principal de Palma, en el qual hi participaren més de mil persones, amb la campanya "Volem comandar a ca nostra".